# Толна (Північна Дакота)
Толна (англ. Tolna) — місто (англ. city) в США, в окрузі Нелсон штату Північна Дакота. Населення — 136 осіб (2020).

## Географія
Толна розташована за координатами 47°49′33″ пн. ш. 98°26′19″ зх. д. / 47.82583° пн. ш. 98.43861° зх. д. (47.825887, -98.438492).  За даними Бюро перепису населення США в 2010 році місто мало площу 1,97 км², уся площа — суходіл.

## Демографія
Згідно з переписом 2010 року, у місті мешкало 166 осіб у 93 домогосподарствах у складі 49 родин. Густота населення становила 84 особи/км².  Було 109 помешкань (55/км²).
Расовий склад населення:
| - 97,0 % — білих - 1,8 % — корінних американців |

До двох чи більше рас належало 1,2 %. Частка іспаномовних становила 0,0 % від усіх жителів.
За віковим діапазоном населення розподілялося таким чином: 12,7 % — особи молодші 18 років, 58,4 % — особи у віці 18—64 років, 28,9 % — особи у віці 65 років та старші. Медіана віку мешканця становила 56,3 року. На 100 осіб жіночої статі у місті припадало 102,4 чоловіків;  на 100 жінок у віці від 18 років та старших — 93,3 чоловіків також старших 18 років.
Середній дохід на одне домашнє господарство  становив 51 291 долар США (медіана — 37 292), а середній дохід на одну сім'ю — 72 562 долари (медіана — 56 250). За межею бідності перебувало 4,7 % осіб, у тому числі 0,0 % дітей у віці до 18 років та 7,8 % осіб у віці 65 років та старших.
Цивільне працевлаштоване населення становило 92 особи. Основні галузі зайнятості: освіта, охорона здоров'я та соціальна допомога — 23,9 %, будівництво — 23,9 %, роздрібна торгівля — 8,7 %, мистецтво, розваги та відпочинок — 8,7 %.